# Malásia britânica
```
   |-
       |
Erro:
:  
valor não especificado para "
nome_comum
"
```

A Malásia britânica foi um conjunto de estados na Península Malaia que foram colonizados pelos ingleses desde o século XVIII até a segunda metade do século XX. Antes da formação da União Malaia em 1946, as colônias não foram colocadas sob uma administração unificada. Em vez disso, a Malásia britânica compreendeu os Estabelecimentos dos Estreitos, os Estados Federados Malaios e os Estados Malaios Não-Federados.
A União Malaia foi dissolvida e substituída pela Federação Malaia em 1948. Tornou-se independente em 31 de agosto de 1957. Em 16 de setembro de 1963, a federação uniu-se com as ex-colônias britânicas na ilha de Bornéu: Sabah e Sarawak e Singapura (que mais tarde seria desmembrada), formando uma federação maior chamada Malásia.
A Malásia seria o maior produtor mundial de estanho e borracha mais tarde. A borracha foi originalmente contrabandeada do Brasil pelo latifundiário britânico Henry Wickham, que por ordem do Royal Botanic Gardens roubou sementes de Hevea brasiliensis e escondeu-as em um navio que chegou à Inglaterra em 1873 (levar para fora do país as sementes de seringueira era um crime no Brasil). Em apenas quarenta anos a Inglaterra tornou sua colônia, a Malásia, na maior produtora de seringueiras, com plantações organizadas que arruinou a economia extrativista do ciclo da borracha no Brasil.